# فرشاد عیسوند
فرشاد عیسوند محمودی (زادهٔ ۲۲ دی ۱۳۷۱ در اندیمشک) کشتی‌گیر ایرانی در دسته‌های ۵۰ و ۵۹ کیلوگرم کشتی فرنگی است.
او برندهٔ مدال طلای مسابقات جوانان جهان، در سال ۲۰۱۳ در دسته ۵۰ کیلوگرم در کشور بلغارستان می باشد.
و نیز دارندهٔ مدال نقره رقابت‌های کشتی فرنگی قهرمانی دانشجویان جهان در سال ۲۰۱۶ در وزن ۵۹ کیلوگرم در کشور ترکیه است.